# Александрийская бумага
Александри́йская бума́га — исторический сорт дорогой книжной бумаги, распространённой в России до XIX века. По мнению О. Таракановой, данный сорт бумаги не имел распространения в Греции и Западной Европе, и, по-видимому, доставлялся с Востока. Вероятно, название сорта происходит по месту изготовления — Александрии.
По внешним признакам александрийская бумага напоминала современный ватман, но была более тонкой и мягкой. В XVI−XVII веках александрийская бумага выпускалась листами трёх размеров — большого, среднего и малого. В царствование Алексея Михайловича (середина XVII века) были разработаны правила использования александрийской бумаги для международной переписки. В этот период данный сорт бумаги использовали для изготовления рукописей и печати роскошных книг; в XVIII веке сохранялись установленные ранее размеры листов александрийской бумаги, на ней нередко печатались книги типографии Академии наук. В XIX веке александрийскую бумагу отнесли к категории рисовальных бумаг, она применялась для дорогих иллюстрированных и малотиражных изданий. Для нужд черчения такая бумага считалась уступающей по качеству ватманской.